# Хоель Роблес
Хоель Роблес (ісп. Joel Robles, нар. 17 червня 1990, Хетафе, Іспанія) — іспанський футболіст, воротар клубу «Лідс Юнайтед».
Виступав, зокрема, за клуби «Атлетіко», «Райо Вальєкано», «Евертон» та «Реал Бетіс», а також молодіжну збірну Іспанії.
Володар Кубка Англії. Переможець Ліги Європи. Володар Суперкубка УЄФА.

## Клубна кар'єра
Перші кроки у футболі зробив у юнацькій команді рідного міста — «Хетафе», а з 2005 року був запрошений до кантери столичного гранда іспанського футболу — «Атлетіко».
У дорослому футболі дебютував 2009 року виступами за другу команду мадридського клубу — «Атлетіко» Б, та підписав свій перший професійний контракт 27 грудня 2009 року. За один сезон, проведений у другому складі клубу, взяв участь у 28 матчах чемпіонату.
Своєю грою за цю команду привернув увагу тренерського штабу головної команди «Атлетіко», до якої був переведений 2010 року. Дебютував у Прімері 8 травня 2010 року, вийшовши на заміну в матчі проти «Спортінга» з Хіхону. Відіграв за мадридський клуб наступні два сезони своєї ігрової кар'єри, але, програвши місце в основі бельгійцю Тібо Куртуа, змушений був на правах оренди перейти до іншого мадридського клубу — «Райо Вальєкано», де провів наступні півроку.
2012 року повернувся до клубу «Атлетіко», але провів у складі команди лише півроку, так і не ставши основним воротарем клубу.
У січні 2013 року на правах оренди перейшов до англійського клубу «Віган Атлетік», де провів наступні півроку своєї футбольної кар'єри. У складі клубу став володарем Кубка Англії, зігравши в основному складі клубу в фіналі Кубку 11 травня 2013 року проти «Манчестер Сіті».
Після закінчення орендної угоди по запрошенню іспанського тренера «Вігана» Роберто Мартінеса, що перейшов на тренерську роботу до «Евертона», вирішив укласти повноцінний контракт із ліверпульським клубом 9 липня 2013 року. Відтоді встиг відіграти за клуб з Ліверпуля 42 матчі в національному чемпіонаті. 5 липня 2018 року Хоель Роблес вирішив повернутися на батьківщину, та уклав контракт із клубом «Реал Бетіс» із Севільї. У севільській команді Роблес став запасним голкіпером, переважно грає в кубкових матчах та матчах у європейських турнірах, у матчах чемпіонату поступаючись місцем Пау Лопесу.
У 2022 році Хоель Роблес перейшов до складу англійського клубу «Лідс Юнайтед». Дебютував іспанський воротар у новій команді 9 листопада 2022 року в матчі Кубка Англії проти команди «Вулвергемптон Вондерерз». 

## Виступи за збірні
2005 року дебютував у складі юнацької збірної Іспанії, взяв участь у 6 іграх на юнацькому рівні.
Протягом 2011—2013 років залучався до складу молодіжної збірної Іспанії. На молодіжному рівні зіграв у 3 офіційних матчах. У складі збірної став чемпіоном Європи у 2013 році.

## Статистика виступів

### Статистика клубних виступів
Станом на 31 липня 2018
| Сезон                      | Команда                    | Чемпіонат                  | Чемпіонат | Чемпіонат | Національний кубок | Національний кубок | Національний кубок | Континентальні кубки | Континентальні кубки | Континентальні кубки | Інші змагання | Інші змагання | Інші змагання | Усього | Усього |
| Сезон                      | Команда                    | Ліга                       | Ігор      | Голів     | Ліга               | Ігор               | Голів              | Ліга                 | Ігор                 | Голів                | Ліга          | Ігор          | Голів         | Ігор   | Голів  |
| -------------------------- | -------------------------- | -------------------------- | --------- | --------- | ------------------ | ------------------ | ------------------ | -------------------- | -------------------- | -------------------- | ------------- | ------------- | ------------- | ------ | ------ |
| 2009-2010                  | «Атлетіко» Б               | СДБ                        | 28        | -?        | —                  | —                  | —                  | —                    | —                    | —                    | —             | —             | —             | 28     | -?     |
| 2009-10                    | «Атлетіко» (Мадрид)        | ПД                         | 2         | −4        | КІ                 | 0                  | −0                 | ЛЧ+ЛЄ                | 0+0                  | −0                   | —             | —             | —             | 2      | −4     |
| 2010-11                    | «Атлетіко» (Мадрид)        | ПД                         | 0         | −0        | КІ                 | 1                  | −1                 | ЛЄ                   | 1                    | −0                   | СУ            | 0             | −0            | 2      | −1     |
| 2011-12                    | «Атлетіко» (Мадрид)        | ПД                         | 0         | −0        | КІ                 | 0                  | −0                 | ЛЄ                   | 3                    | −1                   | —             | —             | —             | 3      | −1     |
| 2012-13                    | «Атлетіко» (Мадрид)        | ПД                         | 0         | −0        | КІ                 | 0                  | −0                 | ЛЄ                   | 0                    | −0                   | СУ            | 0             | −0            | 0      | −0     |
| Усього «Атлетіко» (Мадрид) | Усього «Атлетіко» (Мадрид) | Усього «Атлетіко» (Мадрид) | 2         | −4        |                    | 1                  | −1                 |                      | 4                    | −1                   |               | 0             | −0            | 7      | −6     |
| 2011-2012                  | «Райо Вальєкано»           | ПД                         | 13        | −28       | КІ                 | 0                  | −0                 | —                    | —                    | —                    | —             | —             | —             | 13     | −28    |
| 2012-2013                  | «Віган Атлетік»            | ПЛ                         | 9         | −16       | КА+КЛ              | 4+0                | −1                 | —                    | —                    | —                    | —             | —             | —             | 13     | −17    |
| 2013–2014                  | «Евертон»                  | ПЛ                         | 2         | −2        | КА+КЛ              | 4+2                | −5; −3             | —                    | —                    | —                    | —             | —             | —             | 8      | −10    |
| 2014–2015                  | «Евертон»                  | ПЛ                         | 7         | −3        | КА+КЛ              | 2+0                | −0                 | ЛЄ                   | 1                    | −1                   | —             | —             | —             | 3      | −4     |
| 2015–2016                  | «Евертон»                  | ПЛ                         | 13        | -20       | КА+КЛ              | 5+6                | −11                | -                    | -                    | −                    | —             | —             | —             | 24     | -31    |
| 2016–2017                  | «Евертон»                  | ПЛ                         | 20        | −20       | КА+КЛ              | 1+0                | −2                 | —                    | -                    | −                    | —             | —             | —             | 21     | −22    |
| 2017–2018                  | «Евертон»                  | ПЛ                         | 0         | 0         | КА+КЛ              | 0                  | −0                 | ЛЄ                   | 1                    | −5                   | —             | —             | —             | 1      | -5     |
| Усього «Евертон»           | Усього «Евертон»           | Усього «Евертон»           | 42        | −48       |                    | 20                 | −24                |                      | 2                    | −6                   |               |               |               | 64     | −68    |
| Усього за кар'єру          | Усього за кар'єру          | Усього за кар'єру          | 66        | −53+      |                    | 23                 | −10                |                      | 5                    | −2                   |               | 0             | −0            | 94     | −65+   |

## Досягнення
- Володар кубка Англії:

«Віган Атлетік»: 2012-13
- Переможець Ліги Європи:

«Атлетіко Мадрид»: 2009-10
- Володар Суперкубка УЄФА:

«Атлетіко Мадрид»: 2010
- Володар кубка Іспанії:

«Реал Бетіс»: 2021-22
Збірні
- Чемпіон Європи (U-21): 2013